# Via sepulcral de la plaça de la Vila de Madrid
La via sepulcral de la plaça de la Vila de Madrid és una necròpolis romana dels segles i a iii a Barcelona, declarada bé cultural d'interès nacional. Tot i que el jaciment queda a un nivell inferior al del carrer, la urbanització de la plaça permet que s'hi vegi íntegrament. La seva excepcionalitat consisteix en el fet que les tombes s'han trobat en el seu context original, ja que de la gran majoria de les sepultures romanes conegudes (a Barcelona s'han trobat 28 exemplars de cupae monolítiques) només es conserven blocs de pedra reutilitzats en altres obres.

## Història i descripció
Dintre del jaciment es localitzà una única estructura funerària de planta circular pròpia del Neolític. Presentava en el seu interior una sèrie de lloses calcàries formant una caixa o cista (60 x 30 cm). S'hi van recuperar 7 restes d'indústria lítica (4 sobre sílex i tres sobre jaspi) agrupades al mig de les cames de l'individu sebollit. Aquest testimoni, tot i aparèixer aïllat, resulta interessant perquè corrobora de nou la relativa densitat de poblament del Pla de Barcelona durant la prehistòria, en contra del que es pensava uns anys enrere.
Entre els segles i i iii, la llei romana prohibia els enterraments dins de la ciutat i per això les àrees funeràries de Bàrcino se situaven a fora, al llarg dels camins que en sortien, començant a tocar mateix de les muralles. En aquest context, la necròpoli de la plaça de la Vila de Madrid es considera una via sepulcral secundària, allunyada de la muralla i amb enterraments de persones de classe mitjana o baixa (esclaus i lliberts). Per contra, és la necròpoli barcelonina d'aquesta època trobada en millor estat de conservació i més ben estudiada, ja que de la resta només se n'ha localitzat restes puntuals i, sobretot, restes dels monuments funeraris emprades en l'ampliació de la muralla romana al segle iv.
La via sepulcral, d'uns 5 m d'amplada i de la que s'ha pogut trobar restes entre els carrers de la Portaferrissa i de Santa Anna, sortia de la ciutat per la porta sud-occidental (cap a l'actual carrer de la Boqueria) i es dirigia cap a les Corts o Sarrià. A banda i banda s'hi troben les sepultures en fileres però sense una disposició regular, i amb la necròpolis delimitada amb una tanca pel costat exterior. S'hi han identificat 85 sepultures de diferents tipus: sis cupae monolítiques, sis ares, una estela, dues lloses amb inscripció, trenta-tres túmuls (dos d'ells cònics i la resta quadrangulars o cupae d'obra), disset enterraments protegits amb teules i àmfores i vint enterraments sense restes de proteccions de cap mena. Actualment, a la via sepulcral s'hi poden veure tres cupae monolítiques més que les que hi havia originalment, ja que aquestes tres cupae procedents de les excavacions de la muralla es van col·locar a finals dels anys 50 als emplaçaments on hi havia les restes molt malmeses de tres cupae d'obra.
La necròpolis va deixar-se d'utilitzar en un moment poc avançat del segle iv, i amb el temps es va anar cobrint de dipòsits al·luvials procedents de les rieres que baixaven de Collserola. Això va mantenir amagades les pedres i va evitar que es reutilitzessin com a material de construcció. La zona va restar desocupada fins pràcticament el final de l'alta edat mitjana, i s'hi han trobat unes parets que delimitaven habitacions o àmbits de l'entramat urbà pels volts dels segles xiv i xv, amb activitats menestrals i domèstiques diverses.

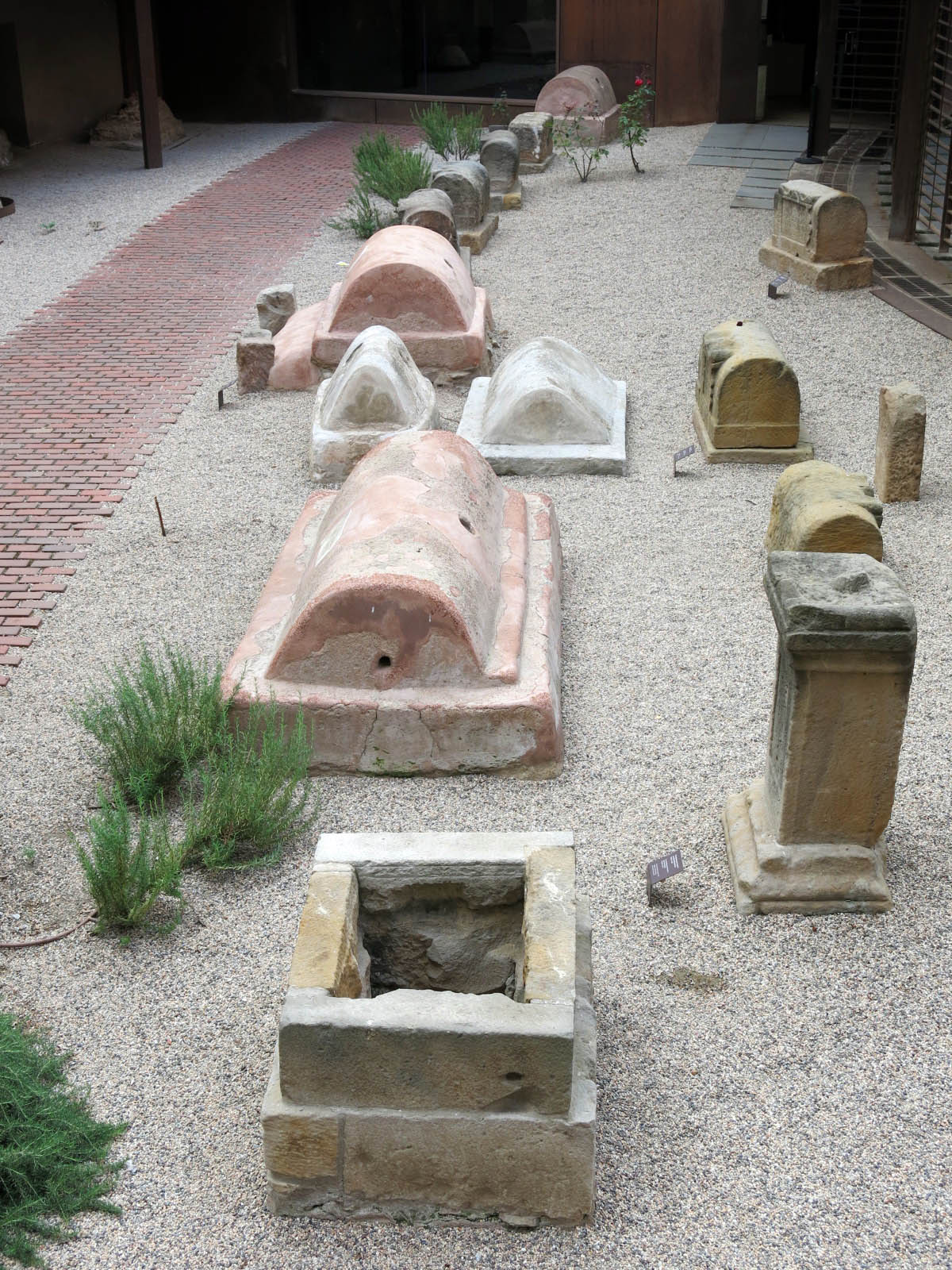
Vista de la necròpolis des de la plataforma superior